# گیلدا گری
گیلدا گری (انگلیسی: Gilda Gray؛ ۲۴ اکتبر ۱۹۰۱ – ۲۲ دسامبر ۱۹۵۹) یک هنرپیشه اهل ایالات متحده آمریکا بود.

## گزیده فیلمشناسی
از فیلم‌ها یا برنامه‌های تلویزیونی که وی در آن نقش داشته‌است می‌توان به آثار زیر اشاره کرد.
- آلومای دریاهای جنوب (فیلم ۱۹۲۶) (1926)
- کاباره (فیلم ۱۹۲۷) (1927)
- پیکدیلی (فیلم) (1929)
- زیگفلد کبیر (1936)
- رز ماری (فیلم ۱۹۳۶) (1936)